# Chiesa di Santa Maria della Visitazione (Lodi)
La chiesa di Santa Maria della Visitazione, più nota come chiesa dell'Angelo, è una chiesa sconsacrata posta nel centro storico della città italiana di Lodi.

## Storia
Nel 1299 le monache Umiliate di Santa Maria di Paullo acquistarono alcune case nei pressi della chiesa di San Geminiano per costruirvi il loro monastero.
Annessa al monastero sorse anche una piccola chiesa, che ebbe inizialmente il nome di San Cristoforino, a motivo della sua vicinanza alla chiesa di San Cristoforo, di dimensioni ben maggiori.
Nel 1584 il vescovo di Novara Francesco Bossi, visitatore apostolico, decretò l’unione di questo monastero con quello di San Benedetto, nel quale le monache si trasferirono l’11 febbraio 1615. Il 2 maggio successivo il monastero di San Cristoforino fu acquistato dai padri Somaschi, che vi impiantarono una scuola con annesso convitto, e rinnovarono la chiesa in stile barocco dedicandola alla Visitazione di Maria (1656). Dal 1760 nel monastero ebbe sede anche l’orfanotrofio.
Nel 1917 la chiesa risultava ancora aperta al culto. Attualmente (2022) è invece sconsacrata e adibita a spazio espositivo per mostre d’arte.

## Caratteristiche

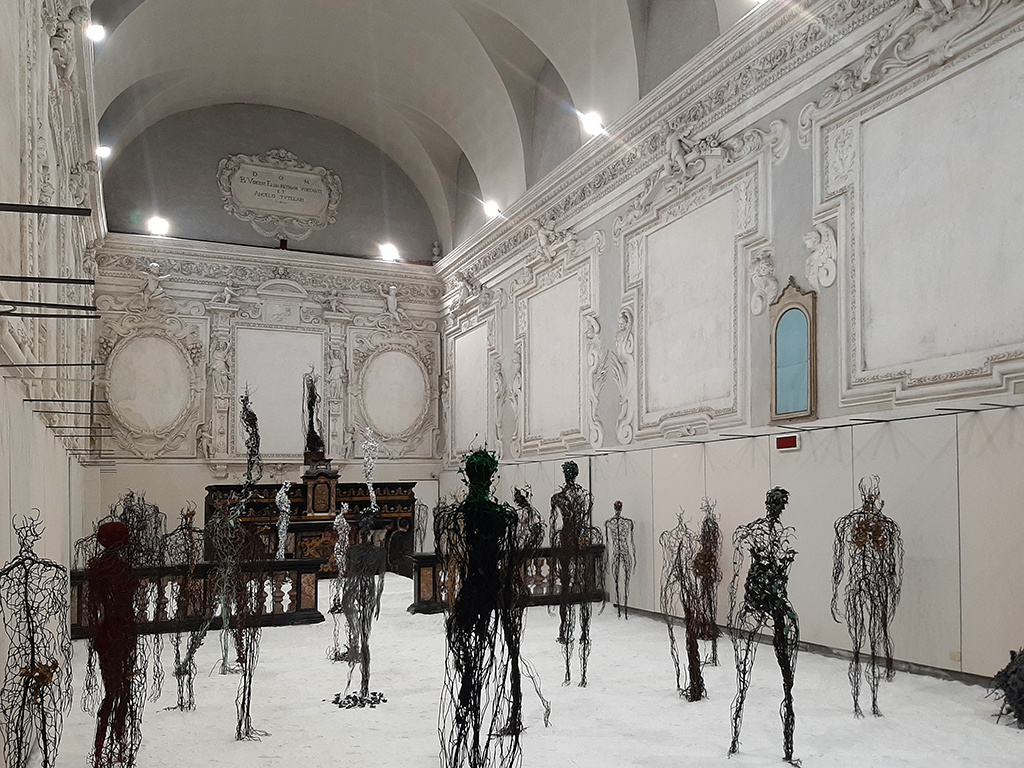
L’interno

La chiesa, avente orientamento sud-nord, ha la facciata che prospetta su via Fanfulla e il fianco sinistro su via monsignor Benedetti.
L’interno, a navata unica, è decorato in stile barocco e coperto da una volta lunettata.
L’edificio dell’ex monastero, raccolto intorno a un chiostro, si trova immediatamente a destra della chiesa, compreso fra questa e la chiesa di San Cristoforo.